# Марбиофарм
ОАО «Марбиофарм» — предприятие фармацевтического комплекса России, расположенное в Йошкар-Оле, столице Марий Эл, Приволжский федеральный округ.
Завод «Марбиофарм», после ареста Бориса Исааковича Шпигеля, «передано» сыну Руцкого Дмитрию, владельцу сети «Аптечные традиции».

## История
Основан в ноябре 1942 года как Йошкар-Олинский витаминный завод. В его составе находились цеха по производству продовольственных товаров для фронта: витаминизированных напитков, галет, порошка из плодов шиповника. В 1950-х — 1960-х годах на заводе начался выпуск синтетических и растительных витаминов, освоены сложные синтезы аскорбиновой кислоты, сорбита, липоевой кислоты и липамида. В 1970-х — 1990-х годах завод занимал ведущее положение в витаминной отрасли СССР.
В 1997 году был куплен американской компанией ICN Pharmaceuticals (ныне Bausch Health). С 2004 года входил в состав российской компании «Фармстандарт».
С декабря 2005 года ОАО «Марбиофарм» входит в группу компаний «Биотэк», которую возглавляет Борис Шпигель.

## Производство
«Марбиофарм» производит более 80 видов продукции различных фармакотерапевтических групп, в том числе готовые лекарственные формы, биологические активные добавки, органические субстанции и витамины. В 2004 году в общероссийском объёме производства в натуральном выражении выпускаемая предприятием аскорбиновая кислота занимала 20 % рынка, гендевит — 24 %, гексавит — 14 %. «Марбиофарм» является единственным в России производителем аскорбиновой кислоты, липоевой кислоты и сорбита. Среднегодовой объём экспорта 150 тыс. долл. США.

## Достижения
Предприятие — лауреат Всероссийского конкурса Программы «100 лучших товаров России» . Дважды вручалась Бриллиантовая Звезда Качества, город Мехико (1993, 1996). Победитель конкурса «Лучшие товары Республики Марий Эл», лауреат конкурса «10 лучших товаров города Йошкар-Олы».

## Известные люди
- Болотнов Василий Фёдорович, генеральный директор, изобретатель СССР, кавалер 8 орденов, в том числе ордена Ленина.
- Пластинин Николай Александрович, начальник цеха синтеза аскорбиновой кислоты, советник генерального директора, председатель Совета трудового коллектива, заслуженный химик Российской Федерации.